# Bula din Gniezno

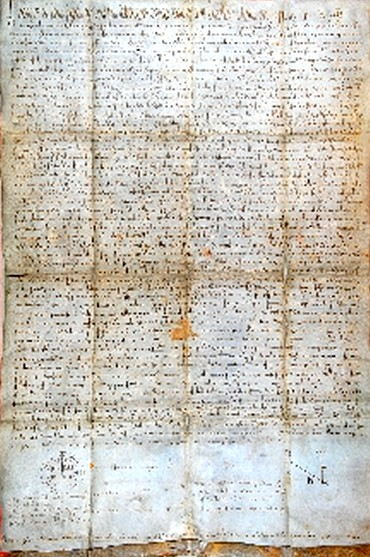
Bula din Gniezno

Bula din Gniezno (poloneză Bulla gnieźnieńska) este o bulă papală emisă în 7 iulie 1136, despre  suveranitatea Bisericii poloneze de Arhiepiscopia de Magdeburg .
Bula este un document foarte important pentru istoricii de limba, conține aproximativ 410 de nume personale poloneze. Bula din Gniezno deschide epoca limbii scrise în Polonia. Aleksander Brückner a numit-o „o bulă de aur a limbii poloneze”.
În 1133, papa Inocentiu II, sub presiunea Sfântului Imperiu Roman, a publicat o bulă despre refuzul de a accepta independența Arhiepiscopiei de Gniezno. Toate episcopiile poloneze au fost anexate la cea din Magdeburg. Eparhiile poloneze au fost sub autoritatea Arhiepiscopatului de Magdeburg. O cerere de independență din dioceza Gniezno în 1133, sub presiunea împăratul Lothair III din Sfântul Imperiu Roman a fost refuzată de Papa Innocentiu II. Acest refuz a fost un rezultat al unui conflict între Lothair și Bolesław III din Polonia.  
În august 1135 Bolesław III, în final, a jurat un jurământ de credință pentru Lothair, și plata unui tribut anual timp de 12 ani. În schimb, el a obținut o recunoaștere a independenței de dioceza Gniezo. Acest lucru a fost confirmat în bula papală Ex Commisso nobis din 1136.
La data de 7 iulie 1136, prin Bula din Gniezno, Papa Inocenti II a confirmat independență Bisericii poloneze.
În timpul celui de al doilea război mondial, bula  a fost furată de armata germană și exportată în Germania, împreună cu alte documente din Arhiva Arhiepiscopală din Gniezno. La sfîrșitul războiului Germaniei, bula încă o dată a fost furată - de data aceasta de către trupele sovietice. A fost dusă la Moscova și numai la sfârșitul anilor 1950 în cele din urmă s-au întors la Gniezno.
În timpul testelor efectuate în Biblioteca Națională, la sfârșitul anilor 50 de profesorul Andrzej Wyczański s-a descoperit  la expunerea textului sub razele ultraviolete, că textul a fost corectat. Descoperirea a sugerat că bula, probabil deja în țară a fost "imbunatatită". Din păcate, în lipsa unor echipamente adecvate, studiul a fost abandonat și nu a mai fost reluată până astăzi.